# Костадин Димитров
Костадин Димитров Димитров  е български политик и кмет на град Пловдив.

## Биография
Костадин Димитров е роден през 1975 г. Завършва математика в Пловдивския университет „Паисий Хилендарски“.
От 2011 до 2023 година три поредни мандата е кмет на район „Тракия“, като на Местните избори на 27 октомври 2019 г. е избран за районен кмет на първи тур с над 60% от гласовете на избирателите. Преди това е работил като заместник-кмет в район „Централен“.
През ноември 2023 г. е избран за кмет на град Пловдив.
Костадин Димитров е вицепрезидент на Българската федерация по таекуондо ITF.